# Ivan Theimer
Ivan Theimer (Olomouc, 18 settembre 1944) è uno scultore, pittore e incisore ceco naturalizzato francese.

## Biografia
Dal 1963 al 1965 frequenta l'accademia di belle arti di Uherské Hradiště. Dopo l'occupazione sovietica della Cecoslovacchia, nel 1968 Theimer emigra a Parigi, dove studia all'École nationale supérieure des beaux-arts dal 1968 al 1971. Nel 1973 partecipa alla Biennale di Parigi e negli anni 1978 e 1982 rappresenta la Francia alla Biennale di Venezia.
Nelle sue opere si ispira al manierismo toscano, ma anche al simbolismo e ai classicismi delle età antiche, dalla civiltà egizia sino a quella greco-romana. Le sue opere monumentali, soprattutto obelischi, sono situate in numerose piazze d'Europa.

## Opere

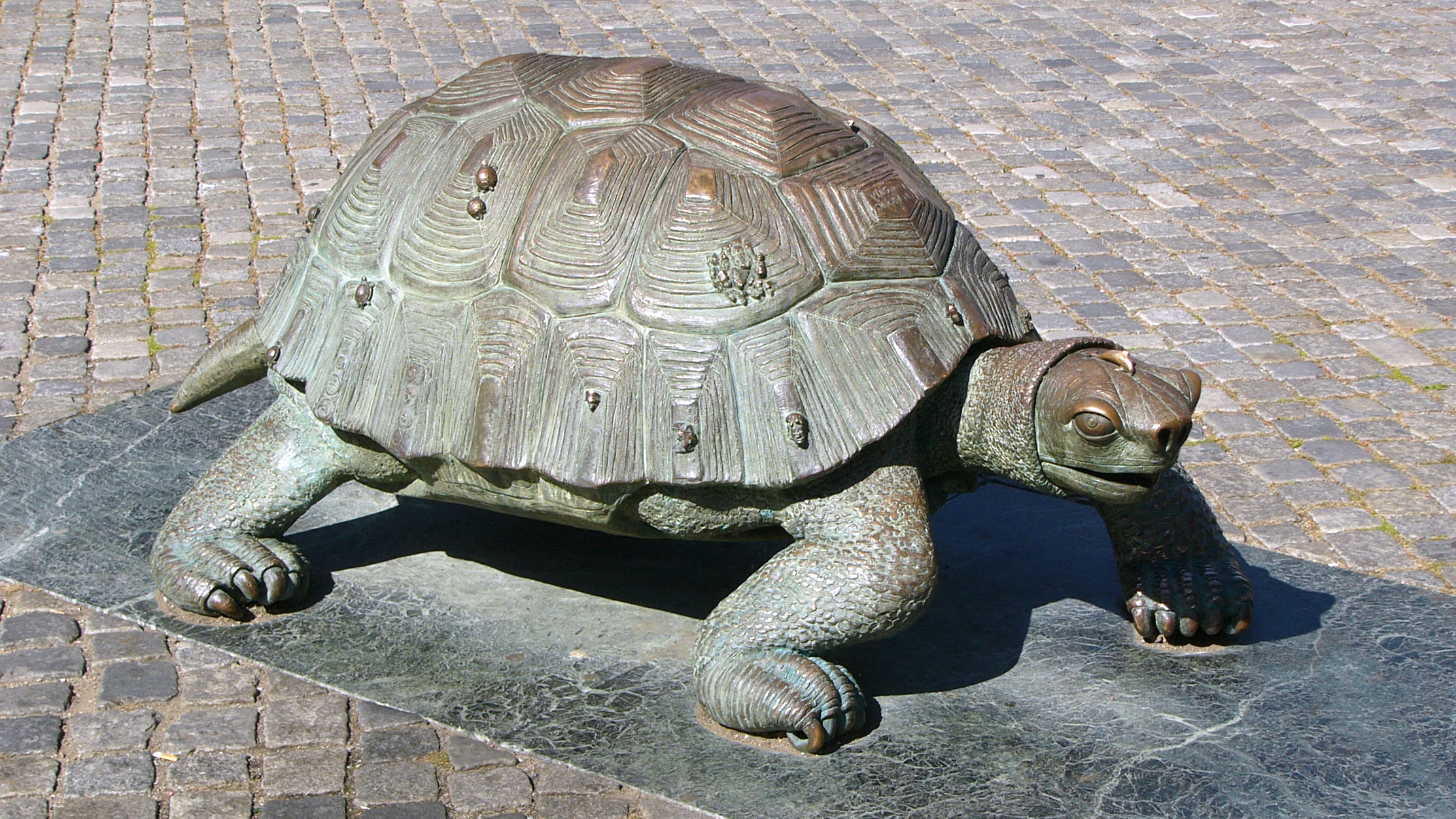
Statua della tartaruga nei pressi della Fontana dell'Airone

Tra le numerose opere di Ivan Theimer si segnalano:
- Monumento dei diritti dell'uomo e del cittadino, per il bicentenario della Rivoluzione francese, Campo di Marte, Parigi (1989).
- Monumento a Heinrich Heine, Amburgo (1992)
- Obelisco Via Lucis (Monumento a Comenio), Uherský Brod (1992).
- Allegoria del mare, Follonica (1998).[1]
- Fontana d'Arione, Olomouc (2002).
- Ercole (Monumento a Giuseppe Piermarini), Foligno (2004).
- Ricordo del dolore umano Foligno (2004).
- Obelisco, place de la Victoire, Bordeaux (2005).
- Tartarughe, place de la Victoire, Bordeaux (2005).
- Cattedra vescovile, cattedrale di San Cerbone, Massa Marittima (2007).[2]
- L'installazione temporanea La foresta di obelischi, Giardini di Boboli, Firenze (luglio, agosto, settembre 2008).
- Obelisco mistico, Palazzo dell'Eliseo, Parigi.